# Paulius Jankūnas
Paulius Jankūnas (Kaunas, 29 de abril de 1984) é um basquetebolista lituano que atua como ala-pivô. Defende atualmente o BC Žalgiris.